# Stehlikiana mirabilis
Stehlikiana mirabilis är en insektsart som beskrevs av Victor Antoine Signoret 1853. Stehlikiana mirabilis ingår i släktet Stehlikiana och familjen dvärgstritar. Inga underarter finns listade i Catalogue of Life.